# Jan Hruška
Jan Hruška é um ciclista checo nascido a 4 de fevereiro de 1975 na localidade de Unichov (República Checa).
É um corredor que estreia como profissional em 1997 com a equipa do ZVVZ.
Em 2006, no marco da Operação Puerto, foi identificado pela Guarda Civil como cliente da rede de dopagem liderada por Eufemiano Fuentes, ao figurar seu nome real na documentação intervinda. Hruška não foi sancionado pela Justiça espanhola ao não ser a dopagem um delito na Espanha nesse momento, e também não recebeu nenhuma sanção desportiva ao se negar o juiz instrutor do caso a facilitar aos organismos desportivos internacionais (AMA, UCI) as provas que demonstrariam seu envolvimento como cliente da rede de dopagem.

## Palmarés
- 1999
  - 1 etapa do Herald Sun Tour

- 2000
  - 2 etapas do Giro d'Italia

- 2001
  - 1 etapa da Clássica de Alcobendas

- 2002
  - 1 etapa da Volta ao Algarve

- 2003
  - 1 etapa da Volta à La Rioja

- 2006
- Clássica de Alcobendas, mais 1 etapa

- 2008
  - 2.º no Campeonato da República Checa Contrarrelógio

## Resultados nas Grandes Voltas e Campeonatos do Mundo
| Corrida                | 1996 | 1997 | 1998 | 1999 | 2000 | 2001 | 2002 | 2003  | 2004  | 2005 | 2006 | 2007 |
| ---------------------- | ---- | ---- | ---- | ---- | ---- | ---- | ---- | ----- | ----- | ---- | ---- | ---- |
| Giro d'Italia          | -    | -    | -    | -    | 14.º | 47.º | -    | -     | -     | 61.º | -    | -    |
| Tour de France         | -    | -    | -    | -    | -    | -    | -    | -     | 117.º | -    | -    | -    |
| Volta a Espanha        | -    | -    | -    | -    | 75.º | -    | Ab.  | 123.º | 99.º  | -    | -    | -    |
| Mundial em Estrada     | -    | -    | -    | Ab.  | -    | 81.º | -    | -     | -     | 40.º | -    | -    |
| Mundial Contrarrelógio | -    | 30.º | -    | 31.º | -    | 22.º | -    | -     | -     | 20.º | -    | -    |

-: não participa

Ab.: abandono

## Equipas
- ZVVZ (1997-1999)
- Vitalicio Seguros (2000)
- ONZE-Eroski (2001-2003)
- Liberty Seguros (2004-2005)
- 3 Molinos Resort (2006)
- Relax-GAM (2007)